# Драголюб Чирич
Драголюб Миладин Чирич (серб. Драгољуб Ћирић, 12 листопада 1935, Новий Сад — 16 серпня 2014) — сербський шахіст, гросмейстер від 1965 року.

## Шахова кар'єра
У 1960 роках належав до провідних югославських шахістів. У 1966 i 1968 роках двічі взяв участь у шахових олімпіадах (1968 здобув у командному заліку срібну медаль). У 1961 i 1965 роках виступив на командних чемпіонатах Європи, на яких здобув 3 медалі (двічі срібну в командному заліку, а також золоту в 1961 році в особистому заліку na 7-й шахівниці). 1962 року став срібним медалістом командних чемпіонатів світу серед студентів.
Його найвищі успіхи на міжнародній арені припадають на турнір Босна у Сараєво, де він двічі поділив посів 1-ше місце (1966, разом з Михайлом Талем, перед, зокрема, Бориславом Івковим, Людеком Пахманом, Міланом Матуловичем i Олександром Котовим) і 1968, разом з Анатолієм Лейном, перед, зокрема, Миколою Крогіусом, Любомиром Кавалеком i Ласло Барцаї). Серед інших успіхів:
- поділив 2-ге місце в Белграді (1963, позаду Мілана Матуловича, разом з Драголюбом Мінічем),
- посів 3-тє місце в Сочі (1965, меморіал Михайла Чигоріна, позаду Вольфганга Унцікера i Бориса Спаського),
- поділив 1-ше місце в Реджо-Емілії (1966/67, разом з Віктором Чокилтя),
- посів 3-тє місце в Бевервейку (1967, турнір Гооґовенс, позаду Бориса Спаського i Анатолія Лутікова),
- двічі поділив 3-тє місце на турнірі IBM у Амстердамі (1967, позаду Лайоша Портіша i Олександра Котова, разом з Кіком Лангевегом, а також 1968, (позаду Любомира Кавалека i Волтера Брауна, разом з Гансом Реє, Лендьєлом Левенте, Кіком Лангевегом i Леонідом Шамковичем),
- посів 1-ше місце в Чачаку (1991, турнір B).

Найвищий рейтинг у кар'єрі мав 1 липня 1971 року, досягнувши 2490 пунктів ділив тоді 82-94-те місце в світовій класифікації ФІДЕ, водночас ділив 8-13-тє місце серед югославських шахістів.

## Зміни рейтингу
| На цьому місці має відображатися графік чи діаграма, однак з технічних причин його відображення наразі вимкнено. Будь ласка, не видаляйте код, який викликає це повідомлення. Розробники вже працюють для того, щоби відновити штатне функціонування цього графіка або діаграми. | |
| | На цьому місці має відображатися графік чи діаграма, однак з технічних причин його відображення наразі вимкнено. Будь ласка, не видаляйте код, який викликає це повідомлення. Розробники вже працюють для того, щоби відновити штатне функціонування цього графіка або діаграми. |